# FIFA 12
FIFA 12 es la decimonovena versión de la serie de videojuegos FIFA de EA Sports. Fue desarrollado por EA Canadá y fue publicado por Electronic Arts en todo el mundo bajo el sello EA Sports.

## Nuevas características
- Nuevo motor de impactos (PS3, Xbox 360, PC): EA Sports revela un vídeo de FIFA 12, demostrando el nuevo motor de impactos. Donde en el motor improvisa con la colisión de piernas y brazos, como en las repeticiones de partidos, según el productor Aaron McHardy.[2] Ya que da una infinidad de resultados en cada contacto, como lo es en el mundo real, primer juego interactivo en línea.
- Defensa táctica (PS3, Xbox 360, PC): EA Sports revela información sobre la defensa táctica, donde los defensas pueden improvisar en los ataques, mejor posicionamiento, intercepción de pases y barridas más inteligentes.
- Precisión (PS3, Xbox 360, PC): en esta entrega, el jugador puede hacer regates en espacios cortos, improvisación en los ataques enfrentándose a los oponentes, toma de decisiones, inclusive cuando un jugador defiende.[3]
- Inteligencia del jugador PRO (PS3, Xbox 360, PC): denominada como "visión", el jugador tiene la oportunidad de tomar decisiones según el estado y posición de sus jugadores, para poder resolver la jugada y llegar a la meta del gol para el equipo.[4]
- Nueva presentación (PS3, Xbox 360, PC): los partidos tienen un aspecto de difusión, como se siente en el mundo real. Mejor iluminación, mejorado dramáticamente, gradas y afición más auténtica con una nueva cámara por defecto que cada partido se sienta especial.[5]
- Nueva entrega (PS3, Xbox 360, PC): FIFA 12 es el primero de la serie que se publicará en árabe, con Essam El Shawaly y Abdullah Mubarak Al-Harby como los comentaristas de esta nueva entrega.[6]
- Modo Carrera (PS3, Xbox 360, PC): el nuevo modo Carrera hará todo más real, en el cual se ha incluido el modo "academia de jugadores", en la cual puedes subir jugadores de la cantera al primer equipo. Se ha añadido el que los jugadores te pueden mostrar su estado anímico, en la cual te muestran su nivel de buena/mala relación. Otro gran cambio es el transfer deadline day, que se refiere al último día del mercado de pases. Allí tu puedes ver todos los movimientos del mercado a través de una cuenta regresiva. En este modo también puedes hacer tus últimas ofertas, o bien, recibirlas.[7]
- Fútbol Street 3D (3DS): un escenario para partidos épicos de 5 contra 5 con las localizaciones más intensas alrededor del mundo, desde Brasil hasta las calles de Francia. Experimenta los efectos en 3D jugando en una cancha curva con una vista baja de cámara que maximiza el plano 3D, dándole profundidad a la cancha y al movimiento del jugador.
- Football City (Wii): crece a tu ciudad de fútbol personalizada obteniendo premios a través del juego. Desbloquea jugadores y extras, añade edificios e infraestructura y mejora el crecimiento de tu ciudad para competir por la copa entre ciudades. Vence a tus ciudades vecinas en exclusivos torneos callejeros y en estadios para ganar la gloria de esta copa.
- Regates de 360º (PSP): con un sistema de regates de 360° los jugadores tendrán un mejor control del balón, permitiéndoles encontrar espacio entre los defensores, cosa que antes no era posible. Con regates más avanzados tendrás la posibilidad de encarar al defensivo y usar los regates laterales para poder esquivarlos rápidamente.
- Intelligent Football (PS2): modo de juego basado en el fútbol del mundo real con un sofisticado control de balón, disparos y modo de pases pin-point. Los jugadores son inteligentes al atacar y al realizar contraataques rápidamente, moviéndose entre las áreas posibles para anotar para crear mayor cantidad de oportunidades ya sea por aire o por tierra.
- Expansión UEFA EURO 2012 (PS3, Xbox 360, PC): esta expansión de la UEFA EURO 2012 tiene todas las selecciones clasificadas, incluidas las no clasificadas. Incluye un modo Expedición con el que exploras toda Europa ganando partidos.[8]

## Ligas y torneos
Para esta edición se pierden las ligas de República Checa y Turquía.
En el resto del mundo, se incluye al Galatasaray (Debido a la ausencia de su liga) y por primera vez, al Racing Club de Argentina.
| Región o país               | Liga                      |
| --------------------------- | ------------------------- |
| Alemania                    | Bundesliga 2. Bundesliga  |
| Australia y Nueva Zelanda   | A-League                  |
| Austria                     | T-Mobile Bundesliga       |
| Bélgica                     | Jupiler League            |
| Brasil                      | Serie A (Brasileirão)     |
| Corea del Sur               | K-League                  |
| Dinamarca                   | Superliga                 |
| Escocia                     | Premier League de Escocia |
| España                      | Liga BBVA                 |
| España                      | Liga Adelante             |
| Estados Unidos y Canadá     | Major League Soccer       |
| Francia                     | Ligue 1                   |
| Francia y Mónaco            | Ligue 2                   |
| Países Bajos                | Eredivisie                |
| Inglaterra y Gales          | Premier League            |
| Inglaterra y Gales          | npower Championship       |
| Inglaterra                  | npower League One         |
| Inglaterra                  | npower League Two         |
| Italia                      | Serie A                   |
| Italia                      | Serie B                   |
| Irlanda y Irlanda del Norte | Airtricity League         |
| México                      | Liga MX                   |
| Noruega                     | Tippeligaen               |
| Polonia                     | Ekstraklasa               |
| Portugal                    | Liga Sagres               |
| Rusia                       | Liga Premier de Rusia     |
| Suecia                      | Allsvenskan               |
| Suiza                       | Raiffeisen Super League   |
| Resto del Mundo             | Boca Juniors              |
| Resto del Mundo             | Racing Club (Nueva)       |
| Resto del Mundo             | River Plate               |
| Resto del Mundo             | AEK Atenas FC             |
| Resto del Mundo             | Olympiacos FC             |
| Resto del Mundo             | Panathinaikos FC          |
| Resto del Mundo             | PAOK Salónica FC          |
| Resto del Mundo             | Clásico XI                |
| Resto del Mundo             | Mundo XI                  |
| Resto del Mundo             | Kaizer Chiefs F.C.        |
| Resto del Mundo             | Orlando Pirates F.C.      |
| Resto del Mundo             | Galatasaray SK            |

## Selecciones nacionales
Para esta edición se ausentan las selecciones de China y República Checa, a su vez, se pierden las licencias de la selecciones de Eslovenia e Italia, también vuelven las selecciones de Chile, Colombia, Egipto (Aparecieron por última vez en FIFA 2001) Costa de Marfil y Perú (Aparecieron por última vez en FIFA 97)
| - Argentina (L) - Australia (L) - Austria (L) - Bélgica (L) - Brasil - Bulgaria (L) - Camerún - Chile (Vuelve) - Colombia (Vuelve) - Costa de Marfil (Vuelve) - Croacia (L) - Dinamarca (L) - Ecuador - Egipto (Vuelve) - Inglaterra (L) - Finlandia - Francia (L) - Alemania (L) - Grecia (L) - Hungría - Italia | - México (L) - Países Bajos (L) - Nueva Zelanda (L) - Irlanda del Norte (L) - Noruega (L) - Perú (Vuelve) - Polonia - Portugal (L) - República de Irlanda (L) - Rumania - Rusia - Escocia (L) - Eslovenia - Sudáfrica - Corea del Sur (L) - España (L) - Suecia (L) - Suiza - Turquía (L) - Estados Unidos (L) - Uruguay |

## Estadios licenciados
| Número | Estadio                 | País         | Equipo                             |
| ------ | ----------------------- | ------------ | ---------------------------------- |
| 1      | Allianz Arena           | Alemania     | Bayern de Múnich y TSV 1860 Múnich |
| 2      | Amsterdam Arena         | Países Bajos | Ajax y Países Bajos                |
| 3      | Anfield                 | Inglaterra   | Liverpool                          |
| 4      | Camp Nou                | España       | FC Barcelona                       |
| 5      | Emirates Stadium        | Inglaterra   | Arsenal F.C.                       |
| 6      | Estadio Azteca          | México       | Club América y México              |
| 7      | BC Place* (Nueva)       | Canadá       | Vancouver Whitecaps                |
| 8      | Etihad Stadium (Nueva)  | Inglaterra   | Manchester City                    |
| 9      | San Siro                | Italia       | Inter de Milán y A.C. Milan        |
| 10     | Imtech Arena            | Alemania     | Hamburgo                           |
| 12     | Juventus Stadium        | Italia       | Juventus                           |
| 13     | Mestalla                | España       | Valencia y España                  |
| 14     | Old Trafford            | Inglaterra   | Manchester United                  |
| 15     | Olympiastadion          | Alemania     | Hertha de Berlín                   |
| 16     | Parque de los Príncipes | Francia      | Paris Saint-Germain                |
| 17     | Signal Iduna Park       | Alemania     | Borussia Dortmund                  |
| 18     | St James' Park          | Inglaterra   | Newcastle United                   |
| 19     | Stade Gerland           | Francia      | Olympique de Lyon                  |
| 20     | Stadio Olimpico di Roma | Italia       | S.S. Lazio y A.S. Roma             |
| 21     | Stade Vélodrome         | Francia      | Olympique de Marsella              |
| 22     | Stamford Bridge         | Inglaterra   | Chelsea                            |
| 23     | Veltins-Arena           | Alemania     | Schalke 04                         |
| 24     | Vicente Calderón        | España       | Atlético de Madrid                 |
| 25     | Wembley Stadium         | Inglaterra   | Inglaterra                         |
| 26     | Santiago Bernabéu       | España       | Real Madrid y España               |

* El Estadio BC Place no está disponible para Wii y iOS.

## Balones
Balones de los años 30 hasta 2011
- Adidas Adipure 2010
- Adidas Adipure 2011
- Adidas Adipure Glider
- Adidas Adipure Top Training
- Adidas Torfabrik
- Adidas Torfabrik Glider
- Adidas Torfabik (Naranja)
- Adidas F50 Top Xite
- Adidas F50 Top Xote (Amarillo)
- Adidas Speedcell
- Adidas MLS Speedcell
- Adidas MLS Finals Speedcell
- Adidas Speedcell AFA
- Adidas Speedcell FEF
- Adidas Speedcell Snow
- Astore Pro Grace Catalunya
- Humel 0.8 Concept
- Mitre Tensile
- Nike Seitiro LFP
- Nike Seitiro PL (Premier League)
- Puma power
- Puma power V1.10 (Azul)
- Umbro England Stealth Pro
- Balón de cuero de los años 30 y 40 (Marrón)

Este Juego se lo puede actualizar al 7/12 con esas alineaciones

## Banda sonora
| - Alex Metric feat. Steve Angello - Open Your Eyes - All Mankind - Break the Spell - Architecture in Helsinki - Escapee - Bloco Bleque feat. Gabriel o Pensador - Só Tem Jogador - Chase & Status - No Problem - Crystal Castles feat. Robert Smith - Not in Love - CSS - Hits Me Like a Rock - Cut Copy - Where I'm Going - Digitalism - Circles - DJ Raff - Latino & Proud - El Guincho - Bombay (Fresh Touch Dub Mix) - Empresarios - Sabor Tropical - Foster the People - Call It What You Want - Givers - Up Up Up - Glasvegas - The World is Yours - Graffiti6 - Stare Into the Sun - Grouplove - Colours (Captain Cutz Remix) - Japanese Popstars - Let Go - Kasabian - Switchblade Smiles - La Vida Bohème - El Buen Salvaje | - Little Dragon - NightLight - Macaco - Una Sola Voz - Marteria feat. Yasha - Verstrahlt - Monarchy - The Phoenix Alive (Kris Menace Remix) - Pint Shot Riot - Twisted Soul - Portugal. The Man - Got It All (This Can't Be Living Now) - Rock Mafia - The Big Bang - Spank Rock - Energy - The Chain Gang Of 1974 - Hold On - The Hives - Thousand Answers - The Medics - City - The Naked and Famous - Punching in a Dream - The Strokes - Machu Picchu - The Ting Tings - Hands - The Vaccines - Wreckin' Bar (Ra Ra Ra) - Thievery Corporation - Stargazer - Tittsworth and Alvin Risk feat. Maluca - La Campana - TV on the Radio - Will Do - Tying Tiffany - Drownin' |

## Contrato con el Manchester City F.C. y Fulham F.C.
El 20 de julio de 2011 se anunció un contrato con el Manchester City F.C. en el que EA Sports se comprometía a realizar un escaneo especial de todos los jugadores y ofrecía contenido exclusivo. El club inglés tiene a los jugadores más detallados de todo FIFA 12. Todos los rostros de los integrantes de su plantilla fueron escaneados en 3D para posteriormente plasmarlos en el juego con un detalle casi perfecto. Además, todos los usuarios pudieron descargar diseños específicos del club antes de la salida de FIFA 12. Días después el Fulham F.C. anunció que había hecho un contrato similar al del Manchester City F.C.
El Etihad Stadium cuenta con espacios dedicados pura y exclusivamente para jugar a FIFA 12. Además pueden llevarse a cabo encuentros virtuales que coincidan con el mismo partido que dispute el Manchester City F.C. en la jornada de la Premier League. Esto último también se ve afectado para el Fulham F.C.

## Problemas conocidos del juego
- Algunos usuarios han reportado sobre la imposibilidad de vender un juego previamente comprado a EA, a otra persona. Esto se debe a que la plataforma Origin archiva los diferentes códigos a medida que se van ingresando. Si se ingresa un código de un juego de segunda mano, el sistema lo rechazará e impedirá continuar instalando, ya que no acepta dos veces el mismo código de instalación. Este problema se produce también en FIFA 13 y FIFA 14.